# 措折羌玛乡
措折羌玛乡，亦称“北措折”、“措折强玛”，是位于西藏自治区双湖县西部的一个乡，在扎琼鄂玛峰以西。

## 行政区划
措折羌玛乡下辖以下地区：
查仓村、挪贵措果村和才玛荣村。

## 概况
该乡有乡小学，公元前11世纪-公元6世纪的次玛荣石构遗迹是自治区级文物保护单位。乡内亦有少量藏羚羊分布。